# Vesa-Matti Loiri
Vesa-Matti Loiri, aussi dit Vesku Loiri, né le 4 janvier 1945 à Helsinki et mort le 10 août 2022 dans la même ville, est un acteur et musicien finlandais.
Il est considéré comme l'un des artistes les plus polyvalents de Finlande .

## Biographie
Le père de Vesa-Matti, Taito Vilho Loiri, était dessinateur technique né à Lappeenranta en 1911. Sa mère, Lily Ida Annikki Nylund, - femme au foyer, née dans la paroisse de Mustasaari en 1916. Vesa-Matti a un frère cadet prénommé Pekka (né le 30 mars 1946) qui devint graphiste, l'un des pionniers de l'affiche finlandaise.
Au début des années 1950, Vesa-Matti fait partie de la chorale de garçons. 
L'année des Jeux olympiques d'Helsinki en 1952, les Loirit déménagèrent à La Haye, où Vesa-Matti fut autorisé à jouer pour la première fois dans un théâtre d'été. 
Après l'école primaire, Vesa-Matti poursuit ses études à l'école mixte Pohjois-Haaga, nouvellement fondée. À la fin des années 1950, il fonde le groupe musical Rock Brothers Loiri, composé des frères Loiri, Mikko Kuoppamäki et Timo Juslin. Début 1962, lors d'une représentation du groupe, il est repéré par le représentant du réalisateur Mikko Niskanen qui s'apprête à porter à l'écran le roman de Paavo Rintala Pojat (1958) sur le thème de guerre vue par les enfants. Vesa-Matti Loiri y interprète le deuxième rôle principal, Jake, et reçoit le prix Jussi du jeune acteur pour sa performance. 
Loiri tente d'entrer à l'École de théâtre finlandaise au printemps 1962, mais ne sera pas admis à ce moment-là. Il décide alors de s'engager dans l'armée et commence son service militaire dans le régiment d'artillerie côtière de Suomenlinna à Isosaari, près d'Helsinki, en octobre 1962, quelques semaines avant la première du film Pojat. Parallèlement, il est inscrit à une formation de stagiaire machiniste d'opéra, qu'il termine avec succès, quoique avec difficulté, à cause de l'armée. Loiri obtint un congé de l'armée pour se rendre à Oulu pour la première de Pojat. Il est démobilisé en septembre 1963, avec le grade de caporal, et réussit cette fois d’intégrer l'École de théâtre. Parmi ses camarades de classe figuraient Esko Roine, Eero Melasniemi et Elli Castrén. Durant ses années d'études, Loiri rencontre également Tauno Palo, qu'il admire. Il  obtient son diplôme en 1966. La carrière d'acteur de Loiri s'est étendue sur une soixantaine d'années. Il a joué au théâtre, au cinéma et à la télévision. Il s'est fait connaître principalement pour ses rôles comiques, bien qu'il ait également joué dans des drames plus sérieux. Loiri fit partie du Théâtre de la ville d'Helsinki de 1966 à 1971 et du Théâtre de la ville de Turku de 1973 à 1977. De 1971 à 1973, il travaille comme acteur indépendant. Il a joué dans plus de 70 rôles au cinéma. C'est dans Une jeune fille finlandaise (1967) de Mikko Niskanen qu'il se révèle véritablement à l'écran. Il interprète des rôles dramatiques marquants dans The Cripple in Love (1975), The Mark of the Beast (1981), Blind Dance (1999), Rumble (2002), Bad Boys (2003) et The Road to the North (2012).
En tant que chanteur, Loiri a gagné en popularité, notamment comme interprète de chansons sur des poèmes d'Eino Leino.
Loiri décède d'un cancer le 10 août 2022. Le ministre des Sciences et de la Culture, Petri Honkonen, avait proposé des funérailles nationales pour lui, mais la proposition a été refusée finalement.

## Prix et récompenses
- Jussi du meilleur acteur, 1976, 1983
- Jussi-béton pour l'œuvre d'une vie, 1998
- Prix Emma, 2003, 2006, 2007

Mika Kaurismäki a réalisé sur Vesa-Matti Loiri un documentaire Vesku, dont la première a eu lieu le 20 août 2010 à Ivalo. Loiri a dit avoir été très touché par le documentaire.
En décembre 2011, Vesa-Matti Loiri reçoit le Prix artistique de l'État (taiteen valtionpalkinto). Il a été choisi pour son talent à être à la fois un comique exceptionnel et un acteur dramatique exceptionnel.

## Discographie
| - 4+20, Finnlevy, 1971 - Vesku Suomesta, Finnlevy, 1972 - Veskunoita, Finnlevy, 1973 - Merirosvokapteeni Ynjevi Lavankopoksahdus, Satsanga, 1974 - Vesku Helismaasta, Finnlevy, 1977 - Eino Leino, Gold Disc, 1978 - Ennen viimeistä maljaa, Gold Disc, 1980 - Eino Leino 2, Gold Disc, 1980 - Vesa-Matti Loiri tulkitsee Oskar Merikannon lauluja, Gold Disc, 1981 - Täällä Pohjantähden alla, Gold Disc, 1983 - Lasihelmipeli, Gold Disc, 1984 - Eino Leino 3, Gold Disc, 1985 - Naurava kulkuri, Flamingo, 1986 - Voi hyvä tavaton, Flamingo, 1987 - Pim peli pom, Flamingo, 1988 - Sydämeeni joulun teen, Flamingo, 1988 - Unelmia, Flamingo, 1989 | - Seitsemän kertaa, Flamingo, 1990 - Vesa-Matti Loiri, Flamingo, 1994 - Kaksin, Flamingo, 1995 - Uuno Kailas, Octopus, 1995 - Nauravan kulkurin paluu, Flamingo, 1995 - Rurja, Finnlevy, 1997 - Sydämeeni joulun teen, Finnlevy, 1998 - Kirkkokonsertti, Warner Finland, 2000 - Eino Leino 4 – Päivän laskiessa, Warner Music Finland, 2001 - Ystävän laulut, 2003 - Ystävän laulut II, 2004 - Ivalo, Warner Music Finland, 2006 - Inari, Warner Music Finland, 2007 - Kasari, Warner Music Finland, 2008 - Hyvää puuta, Warner Music Finland, 2009 - Skarabee, Warner Music Finland, 2010 - TBA, Warner Music Finland, 2011 |

## Filmographie
| - 1962 : The Boys (Pojat) de Mikko Niskanen : Jake - 1967 : Une jeune fille finlandaise (Lapualaismorsian) de Mikko Niskanen : Vesku - 1967 : Tour des oliviers à Schleusingen (Olviretki Schleusingenissa) de Veikko Kerttula : Tommi (TV) - 1968 : Réfléchissez avec nous (Luule kanssamme) de Timo Bergholm (TV) - 1968 : About Seven Brothers (Noin seitsemän veljestä) de Jukka Virtanen : garde - 1968 : Cabriolet (Keikka) de Heikki Ritavuori : Pieter (TV) - 1969 : Propre (Oma) de Timo Bergholm (TV) - 1969 : Restes du bas (Pohjan tähteet) de Ere Kokkonen : réalisateur Paavali Pohja - 1969 : The Toy Gangster (Leikkikalugangsteri) de Ere Kokkonen : trésorier du roi - 1969 : Les aventures miraculeuses d'un homme de radio visionnaire (Näköradiomiehen ihmeelliset siekailut) de Ere Kokkonen : journaliste Antti Vasa - 1970 : Jussi Pussi de Ere Kokkonen : Jussi Lietessalo, étudiant en psychologie - 1971 : Le huitième frère (Kahdeksas veljes) de Spede Pasanen : Jaska Hujanen - 1971 : Le Pendu (Hirttämättömät) de Spede Pasanen : cavalier solitaire - 1972 : Tendresse (Hellyys) de Jörn Donnerin : Osku - 1973 : Very Bad Trip (Krapula) de Jörn Donner : ex-mari de Lena - 1973 : Uuno Turhapuro - 1973 : La Ménagerie de verre (Lasinen eläintarha) de Mirjam Himberg : Jim O'Connor - 1974 : Robin Hood ja hänen iloiset vekkulinsa Sherwoodin pusikoissa - 1975 : Rakastunut rampa - 1975 : Professori Uuno D.G. Turhapuro - 1976 : Lottovoittaja UKK Turhapuro - 1976 : Seitsemän veljestä - 1977 : Häpy Endkö? Eli kuinka Uuno Turhapuro sai niin kauniin ja rikkaan vaimon - 1977 : Tykkimies Kauppalan viimeiset vaiheet - 1978 : Rautakauppias Uuno Turhapuro, presidentin vävy - 1979 : Koeputkiaikuinen ja Simon enkelit - 1980 : Tup-akka-lakko - 1981 : Pedon merkki de Jaakko Pakkasvirta : Usko - 1981 : Uuno Turhapuron aviokriisi - 1982 : Ulvova mylläri - 1982 : Uuno Turhapuro menettää muistinsa - 1983 : Uuno Turhapuron muisti palailee pätkittäin - 1983 : Jon de Jaakko Pyhälä - 1984 : Uuno Turhapuro armeijan leivissä - 1984 : Lentävät luupäät - 1985 : Uuno Epsanjassa | - 1985 : Hei kliffaa hei! - 1985 : Kepissä on kaksi päätä - 1986 : Pikkupojat - 1986 : Liian iso keikka - 1986 : Uuno Turhapuro muuttaa maalle - 1987 : Uuno Turhapuro – kaksoisagentti - 1987 : Älä itke Iines - 1988 : Tupla-Uuno - 1990 : Uunon huikeat poikamiesvuodet maaseudulla - 1991 : Vääpeli Körmy ja vetenalaiset vehkeet - 1991 : Uuno Turhapuro, herra Helsingin herra - 1992 : Kuka on Joe Louis? - 1992 : Uuno Turhapuro, Suomen tasavallan herra presidentti - 1993 : Uuno Turhapuron poika - 1993 : Ripa ruostuu - 1994 : Vääpeli Körmy – Taisteluni - 1994 : Kesäyön unelma - 1995 : Ruuvimies - 1997 : Kummeli Kultakuume - 1998 : Johtaja Uuno Turhapuro – pisnismies - 1999 : Talossa on Saatana - 1999 : History Is Made at Night - 1999 : Sokkotanssi - 2000 : Hurmaava joukkoitsemurha - 2002 : Rumble - 2003 : Pahat pojat - 2004 : Uuno Turhapuro – This Is My Life - 2005 : Kaksipäisen kotkan varjossa - 2012 : Tie Pohjoiseen - 2015 : Elämältä kaiken sain |